# برژانه
برژانه (به صربی: Brežane) یک روستا در صربستان است که در ناحیه برانیچوو واقع شده‌است. برژانه ۱٬۰۱۷ نفر جمعیت دارد.